# Tensai! Let's Go Ayayamu
Singles par Aya Matsuura
Watarasebashi
(2004) Zutto Suki de Ii desu ka
(2005)
Tensai! Let's Go Ayayamu (天才! LET'S GO あややム) est un single attribué à Ayayamu with Eco Hams (Aya Matsuura with Eco Moni。) (あややム with エコハムず (松浦亜弥 with エコモニ。)), sorti en 2004, dans le cadre du Hello! Project.

## Présentation
Le single sort le 26 novembre 2004 au Japon sous le label Zetima, écrit et produit par Tsunku. Il atteint la 47e place du classement de l'Oricon. 
La chanson-titre est chantée par Aya Matsuura (alias "Ayayamu" pour l'occasion) et le duo Eco Moni (alias "Eco Hams") : Rika Ishikawa ("Rikahamu") et Sayumi Michishige ("Shigehamu") des Morning Musume. Elle a servi de thème musical au 4e film anime adapté de la série Hamtaro : Tottoko Hamutaro: Ham Ham Paradi-chu! Hamutaro to Fushigi no Oni no Ehonto (とっとこハム太郎はむはむぱらだいちゅ！ハム太郎とふしぎのオニの絵本塔, , alias Hamtaro the Movie 4), et figurera sur l'album de sa bande originale, Tottoko Hamutaro: Ham Ham Paradi-chu! Hamutaro to Fushigi no Oni no Ehonto - Original Soundtrack (劇場版とっとこハム太郎 ハム太郎とふしぎのオニの絵本塔 オリジナル・サウンドトラック), ainsi que sur la compilation Tottoko Hamutaro Song Collection (とっとこハム太郎 ソングコレクション), sortis en 2005. Les trois chanteuses sont représentées en version anime façon "Hamtaro" sur la pochette du disque et le clip vidéo ; elles apparaissent aussi ainsi dans le film, doublant leurs personnages de "Ayayamu", "Rikahamu" et "Shigehamu". La chanson en "face B", Eco no Waltz, est attribuée au seul duo "Eco Hams" (Eco Moni), mais ne figure pas dans le film, ni sur les albums.

## Liste des titres
Toutes les chansons sont écrites et composées par Tsunku.
| 1. | Tensai! Let's Go Ayayamu (天才! LET'S GO あややム)                | Aya Matsuura & Eco Moni | 2:31 |
| 2. | Eco no Waltz (エコのワルツ ; Eko no Warutsu)                      | Eco Moni                | 4:32 |
| 3. | Tensai! Let's Go Ayayamu (Instrumental) (天才! LET'S GO あややム) |                         | 2:29 |